# Обретение главы Иоанна Предтечи

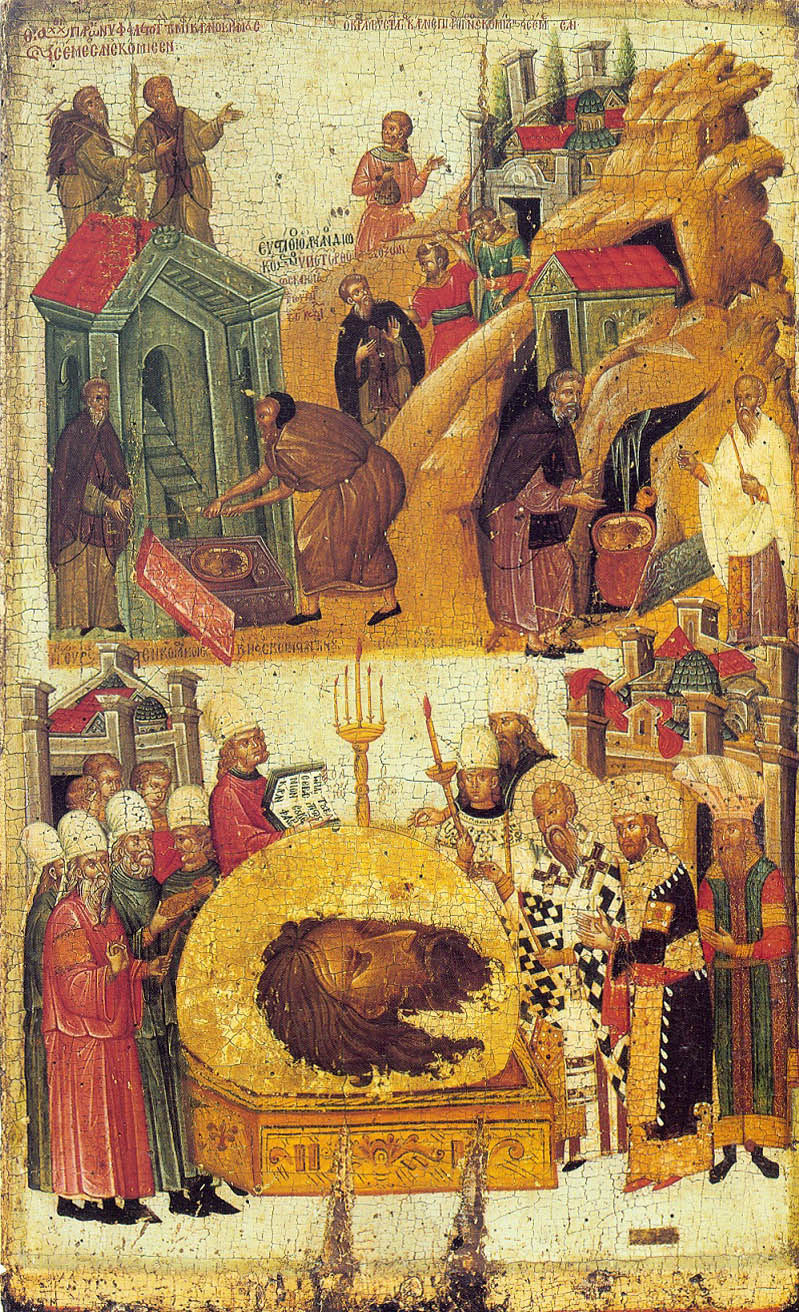
Три обретения честной главы св. Иоанна Предтечи (икона XIV в., Великая Лавра на Афоне)

Обре́тение главы Иоанна Предтечи — православный праздник в честь наиболее почитаемой части мощей Иоанна Предтечи — его главы. В традиции Православной церкви существуют предания о трёх обретениях главы Иоанна Крестителя, в честь каждого установлено отдельное празднование. Первое обретение произошло в IV веке, второе — в V веке, а третье — в IX веке. Праздник первого и второго чудесных обретений отмечается Русской православной церковью 24 февраля (9 марта) — в невисокосные годы, а в високосные — 24 февраля (8 марта). Кроме того, 25 мая (7 июня) празднуется третье обретение главы.
В настоящее время церковная история святыни остаётся неясной. Исламская традиция считает местом хранения главы Иоанна Крестителя мечеть Омейядов в Дамаске, а католицизм помещает её в римскую церковь Сан-Сильвестро-ин-Капите. Кроме того, упоминается о передней части черепа в соборе Амьена (Франция), привезённой из четвёртого крестового похода, о частях главы в турецкой Антиохии и в одном из монастырей Армении.

## Усекновение главы Иоанна Крестителя
Иоанн Креститель (Иоанн Предтеча) — ближайший предшественник Иисуса Христа, предсказавший пришествие Мессии, жил в пустыне аскетом, затем проповедовал крещение покаяния для иудеев, крестил в водах Иордана Иисуса Христа, затем был обезглавлен из-за козней иудейской царевны Иродиады и её дочери Саломеи. Иродиада была женой Ирода Филиппа, но была отнята у него тетрархом Галилеи Иродом Антипой, за что Иоанн обличал последнего. Ирод Антипа заключил Иоанна в тюрьму, но казнить его не решался (Мф. 14:3—5, Мк. 6:17—20).
Дочь Иродиады Саломея (не названная в Евангелиях по имени) в день рождения Ирода Антипы «плясала и угодила Ироду и возлежавшим с ним». В награду за танец Ирод пообещал Саломее выполнить любую её просьбу. Она по наущению своей матери, которая ненавидела Иоанна за обличение её брака, попросила голову Иоанна Крестителя, и «Царь опечалился, но ради клятвы и возлежавших с ним не захотел отказать ей» (Мк. 6:26). В темницу к Иоанну был отправлен оруженосец (спекулатор), который отсёк ему голову и, принеся её на блюде, отдал Саломее, а та «отдала её матери своей». Тело Иоанна было погребено его учениками, а о смерти сообщили Иисусу (Мф. 14:6—12, Мк. 6:21—29).
В память усекновения главы святого Иоанна Крестителя Церковь установила праздник и строгий пост, как выражение скорби христиан о насильственной смерти великого Пророка. Отмечается 29 августа (11 сентября).
В народном календаре праздник известен как «Иван-пост» или Головосек.

## История обретений

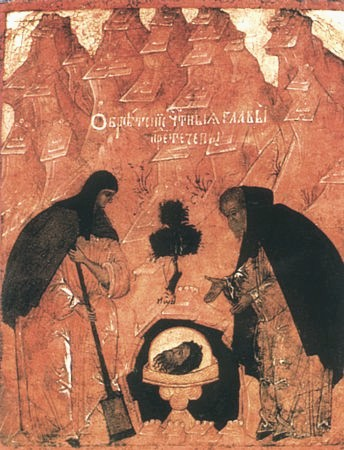
Икона «Первое обретение главы Иоанна Предтечи»

### Первое обретение главы Иоанна Предтечи
По преданию, Иродиада не позволила похоронить голову Иоанна вместе с его телом и спрятала её в своём дворце, откуда она была вынесена благочестивой служанкой (имя которой было Иоанна, жена Хузы, домоправителя Ирода) и в глиняном кувшине захоронена на Елеонской горе. Спустя годы вельможа Иннокентий решил построить на том месте церковь, и при копании рва для фундамента он обнаружил кувшин с реликвией, которая была опознана по исходившим от неё знамениям. После обретения главы Иннокентий её бережно хранил, но перед смертью, опасаясь, что реликвия будет поругана, спрятал её в своей церкви, которая затем обветшала и разрушилась.

### Второе обретение главы Иоанна Предтечи

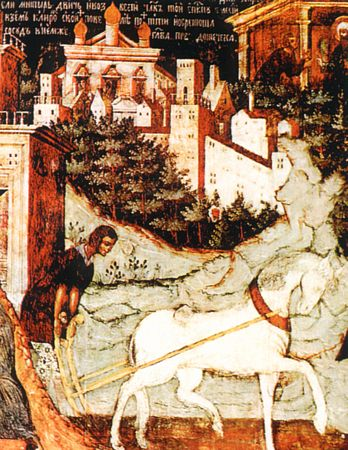
Икона «Второе обретение главы Иоанна Предтечи»

В правление императора Константина Великого в Иерусалиме глава Иоанна Предтечи была найдена двумя монахами-паломниками, которые прибыли в город поклониться Гробу Господню. Одному из них явился Иоанн Креститель и указал место, где находилась глава. Монахи взяли её с собой и положили реликвию в мешок из верблюжьей шерсти, но, проявив леность, отдали нести реликвию встретившемуся им гончару из сирийского города Емессы. По преданию, явившийся святой повелел горшечнику оставить неблагочестивых монахов и принять на хранение святыню. Всю жизнь он бережно хранил реликвию, каждый день возжигал светильники и молился. Перед смертью гончар, по велению Иоанна Крестителя, поместил главу в водоносный сосуд, запечатал и передал своей сестре. Он наказал сестре бережно хранить реликвию, а перед смертью передать её благочестивому христианину. Позднее реликвия оказалась у священника-арианина, который с помощью исцелений, исходивших от неё, поддерживал авторитет арианского вероучения. Когда его обман раскрылся, он спрятал главу в пещере около города Емессы. Позднее над пещерой возник монастырь и в 452 году явившийся, по преданию, архимандриту обители Иоанн указал на место сокрытия своей главы. Она была найдена и перенесена в Константинополь.

### Третье обретение главы Иоанна Предтечи

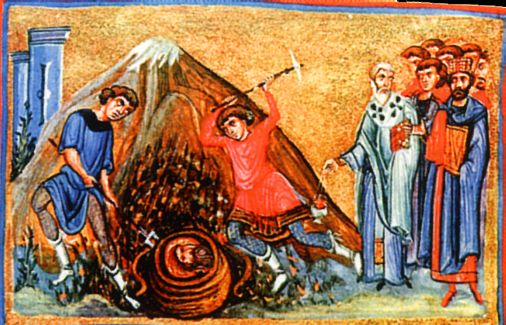
Икона «Третье обретение главы Иоанна Предтечи»

Из Константинополя главу Иоанна Крестителя во время волнений, связанных со ссылкой Иоанна Златоуста, перенесли в город Емессу, а затем в начале IX века в Команы (неизвестно, были ли это Команы Понтийские или Команы Каппадокийские), где прятали в период иконоборческих гонений. После восстановления иконопочитания на Константинопольском соборе в 842 году, по преданию, патриарх Игнатий во время ночной молитвы получил указание о местонахождении святыни. По приказанию императора Михаила III в Команы было направлено посольство, которое около 850 года обрело главу Иоанна Предтечи в указанном патриархом месте. После этого глава была перенесена в Константинополь и была положена в придворной церкви. Феодору Студиту приписывается Речь на обретение главы Иоанна Предтечи, в которой описывается история её третьего обретения.

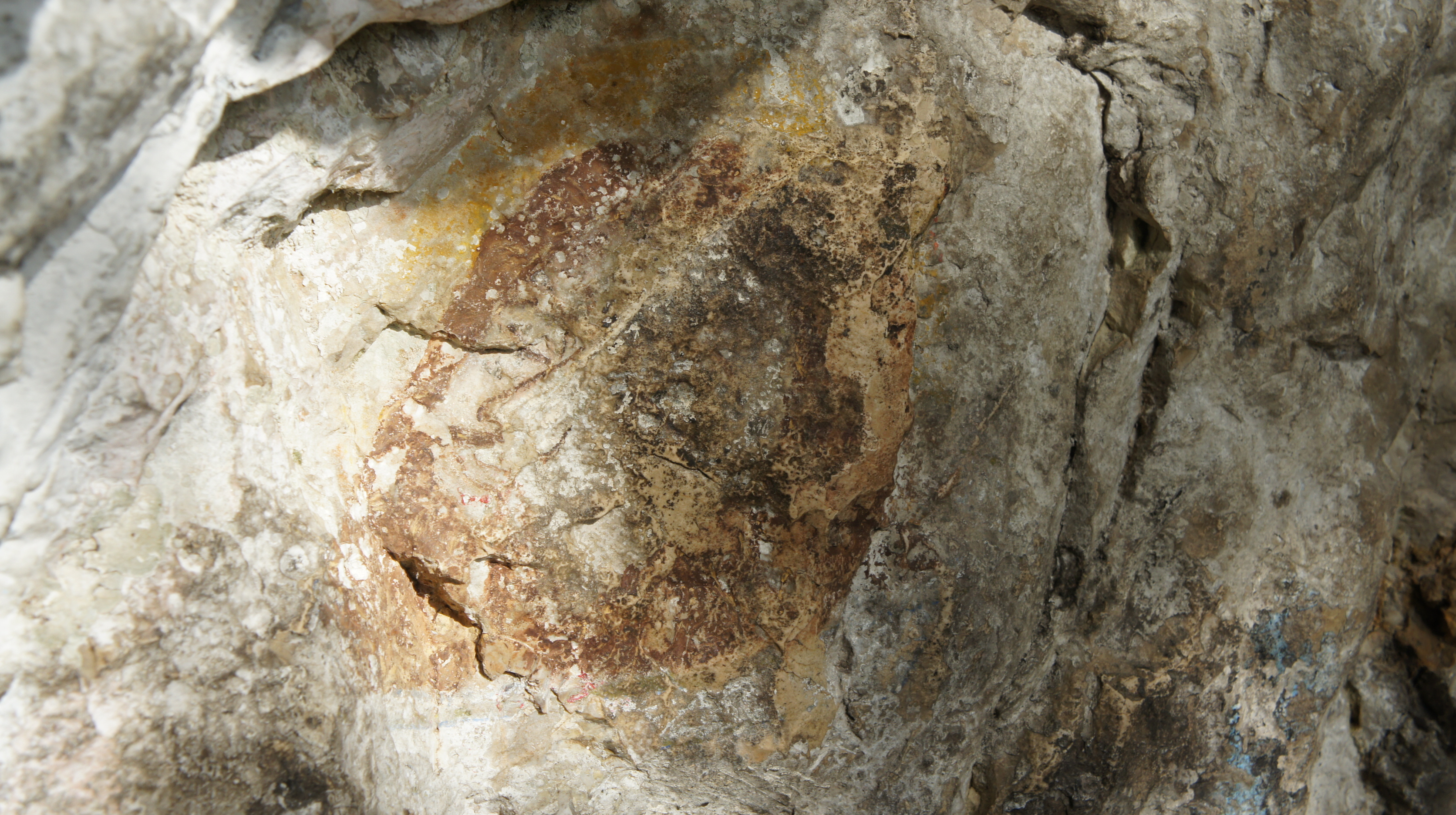
Образ Иоанна Предтечи в Команах Абхазских, почитаемый как нерукотворный

## Празднование и храмостроительство
Православная церковь отмечает первое и второе обретения 8 марта — в високосном году и 9 марта — в невисокосном году (24 февраля по юлианскому календарю), а третье обретение отмечается 7 июня (25 мая).
Последование празднования 1-го и 2-го обретений главы Иоанна Предтечи включает: отпустительный тропарь 4-го гласа, кондак 2-го гласа на подобен «Вышних ища» с икосом, канон 6-го гласа, 3 цикла стихир-подобнов и 4 самогласна, 4 седальна и светилен.
Последование празднования 3-го обретения главы Иоанна Предтечи включает: отпустительный тропарь 4-го гласа, кондак плагального 6-го гласа на подобен «Еже о нас» с икосом, канон 8-го гласа, ирмос, 3 цикла стихир-подобнов, 4 самогласна, 4 седальна, 2 светильна.
В IV веке на Елеонской горе над местом первого обретения главы Иоанна Предтечи был построен мартирий. Его оригинальная постройка не сохранилась. В 1910 году на месте мартирия возвели часовню обретения главы Иоанна Предтечи (принадлежит Елеонскому Вознесенскому монастырю). В ней сохранились фрагменты оригинальных мозаичных полов мартирия. Отдельной мозаикой выделено место, где была обретена глава Иоанна Крестителя.